# Frankford Transportation Center
Frankford Transportation Center (ook bekend als de Frankford Terminal en Bridge-Pratt Station) is een station in de wijk Frankford in de Amerikaanse stad Philadelphia. Het station is het oostelijke eindstation van de Market-Frankford metrolijn. Ook fungeert het station als busstation voor diverse buslijnen van SEPTA.
- Library of Congress Control Number: n2003123490
- Virtual International Authority File: 135071247